# A Cold-Blooded Epitaph
A Cold-Blooded Epitaph è un EP del gruppo musicale statunitense The Black Dahlia Murder, pubblicato nel 2002.

## Tracce
1. Closed Casket Requiem – 4:41
2. The Blackest Incarnation – 4:47
3. Burning the Hive – 3:45
4. Paint It Black – 2:34 (The Rolling Stones)

## Formazione
- Trevor Strnad - voce
- John Deering - chitarra
- Brian Eschbach - chitarra
- Cory Grady - batteria
- David Lock - basso